# Classement mondial des équipes de football australien
Depuis 2006, un classement mondial est proposé par les rédacteurs du site worldfootynews.com afin de permettre une comparaison relative entre les équipes nationales de football australien.
Il n'existe actuellement aucun système officiel de classement mondial pour le football australien, ceci étant dû au fait que ce sport est encore principalement amateur au niveau international, et encore en croissance. Toutefois, en raison de la demande de plus en plus populaire, un classement est fourni depuis 2006 par le site worldfootynews.com. 
L'Australie, qui compte le seul championnat professionnel de ce sport, est évidemment la première nation du classement.
Les nations marqués d'un « ? » ont joué moins de huit matchs, seuil correspondant aux critères de classement, et comptent ainsi des points de classement provisoire sans intégrer le classement général. Il en est de même pour un pays qui n'aurait pas joué pendant plusieurs années.

## Classement actuel
Le classement au 25 octobre 2016 s'établit comme suit :
| Rang | Pays                      | Évolution rang           | Évolution points |
| ---- | ------------------------- | ------------------------ | ---------------- |
| 1    | Australie                 | en stagnation            | -                |
| 2    | Papouasie-Nouvelle-Guinée | en stagnation            | 57.66            |
| 3    | Nouvelle-Zélande          | +1                       | 55.09            |
| 4    | Irlande                   | en diminution            | 53.68            |
| 5    | Nauru                     | en stagnation            | 53.30            |
| 6    | Afrique du Sud            | en stagnation            | 49.63            |
| 7    | Royaume-Uni               | +1                       | 48.68            |
| 8    | États-Unis                | -1                       | 47.61            |
| 9    | Canada                    | -1                       | 46.69            |
| 10   | Danemark                  | en stagnation            | 43.67            |
| 11   | Tonga                     | en stagnation            | 41.93            |
| 12   | Croatie                   | en stagnation            | 40.35            |
| 13   | Fidji                     | en stagnation            | 40.18            |
| 14   | France                    | en stagnation            | 39.09            |
| 15   | Allemagne                 | +1                       | 37.44            |
| 16   | Japon                     | en stagnation            | 37.17            |
| 17   | Israël- Palestine         | en stagnation            | 36.46            |
| 18   | Suède                     | -3                       | 34.09            |
| 19   | Chine                     | en stagnation            | 28.84            |
| 20   | Finlande                  | en stagnation            | 27.45            |
| 21   | Inde                      | en stagnation            | 23.01            |
| 22   | Islande                   | En attente de classement | 35.64            |
| 23   | Indonésie                 | En attente de classement | 32.66            |
| 24   | Pakistan                  | En attente de classement | 32.35            |
| 25   | Timor oriental            | En attente de classement | 27.40            |

## Évolution du top 10
Le classement par année des 10 meilleures sélections nationales selon le classement AFL est donné dans les tableaux suivants. Depuis la création de ce classement, 12 équipes ont figuré parmi les 10 premières sélections en fin d'année.
| Equipe                    | 06 | 08 | 10 | 11 | 12 | 13 | 14 | 15 | 16 |
| ------------------------- | -- | -- | -- | -- | -- | -- | -- | -- | -- |
| Afrique du Sud            | 5  | 3  | 6  | 4  | 5  | 5  | 5  | 5  | 5  |
| Canada                    | 8  | 6  | 11 | 10 | 10 | 12 | 6  | 6  | 8  |
| Danemark                  | 6  | 11 | 7  | 13 | 13 | 10 | 9  | 9  | 9  |
| Fidji                     | -  | -  | -  | -  | 9  | 9  | 12 | 12 | 12 |
| Royaume-Uni               | 7  | 9  | 9  | 8  | 8  | 6  | 8  | 8  | 6  |
| Irlande                   | 4  | 4  | 3  | 1  | 1  | 1  | 2  | 2  | 3  |
| Japon                     | 10 | 8  | 13 | 16 | 16 | 17 | 15 | 15 | 15 |
| Nauru                     | 11 | 5  | 4  | 5  | 4  | 4  | 4  | 4  | 4  |
| Nouvelle-Zélande          | 2  | 2  | 2  | 3  | 3  | 3  | 3  | 3  | 2  |
| Papouasie-Nouvelle-Guinée | 1  | 1  | 1  | 2  | 2  | 2  | 1  | 1  | 1  |
| Samoa                     | 9  | 10 | 8  | 9  | -  | -  | -  | -  | -  |
| Tonga                     | 13 | 17 | -  | 7  | 7  | 8  | 10 | 10 | 10 |
| États-Unis                | 3  | 7  | 5  | 6  | 6  | 7  | 7  | 7  | 7  |

## Classement par confédération

### Afrique
Le tableau suivant retrace le classement des sélections de football australien de l'Afrique.
| Equipe            | 06 | 08 | 10 | 11 | 12 | 13 | 14 | 15 | 16 |
| ----------------- | -- | -- | -- | -- | -- | -- | -- | -- | -- |
| Afrique du Sud    | 1  | 1  | 1  | 1  | 1  | 1  | 1  | 1  | 1  |
| Israël- Palestine | -  | 2  | 2  | 2  | 2  | 2  | 2  | 2  | 2  |

### Amérique
Le tableau suivant retrace le classement des sélections de football australien de l'Amérique.
| Equipe     | 06 | 08 | 10 | 11 | 12 | 13 | 14 | 15 | 16 |
| ---------- | -- | -- | -- | -- | -- | -- | -- | -- | -- |
| Canada     | 2  | 1  | 2  | 2  | 2  | 2  | 1  | 2  | 2  |
| États-Unis | 1  | 2  | 1  | 1  | 1  | 1  | 2  | 1  | 1  |

### Asie
Le tableau suivant retrace le classement des sélections de football australien de l'Asie.
| Equipe    | 06 | 08 | 10 | 11 | 12 | 13 | 14 | 15 | 16 |
| --------- | -- | -- | -- | -- | -- | -- | -- | -- | -- |
| Chine     | -  | 2  | 2  | 2  | 2  | 2  | 2  | 2  | 2  |
| Japon     | 1  | 1  | 1  | 1  | 1  | 1  | 1  | 1  | 1  |
| Inde      | -  | 3  | -  | 3  | 3  | 3  | 3  | 3  | 3  |
| Indonésie | -  | -  | -  | -  | -  | -  | 4  | 4  | 4  |
| Pakistan  | -  | -  | -  | -  | -  | -  | 5  | 5  | 5  |

### Europe
Le tableau suivant retrace le classement des sélections de football australien de l'Europe.
| Equipe      | 06 | 08 | 10 | 11 | 12 | 13 | 14 | 15 | 16 |
| ----------- | -- | -- | -- | -- | -- | -- | -- | -- | -- |
| Croatie     | -  | 5  | -  | -  | -  | -  | 4  | 4  | 4  |
| Danemark    | 2  | 3  | 2  | 5  | 5  | 5  | 3  | 3  | 3  |
| Espagne     | 5  | -  | -  | -  | -  | -  | -  | -  | -  |
| Finlande    | -  | 7  | 6  | 6  | 6  | 7  | 8  | 8  | 8  |
| France      | 7  | 8  | -  | -  | -  | 6  | 5  | 5  | 5  |
| Allemagne   | 6  | 6  | 5  | 4  | 4  | 4  | 7  | 7  | 7  |
| Royaume-Uni | 3  | 2  | 3  | 2  | 2  | 2  | 2  | 2  | 2  |
| Irlande     | 1  | 1  | 1  | 1  | 1  | 1  | 1  | 1  | 1  |
| Islande     | -  | -  | -  | -  | -  | -  | -  | -  | -  |
| Suède       | 3  | 4  | 4  | 3  | 3  | 3  | 6  | 6  | 6  |

### Océanie
Le tableau suivant retrace le classement des sélections de football australien de l'Océanie.
| Equipe                    | 06 | 08 | 10 | 11 | 12 | 13 | 14 | 15 | 16 |
| ------------------------- | -- | -- | -- | -- | -- | -- | -- | -- | -- |
| Australie                 |    |    |    |    |    |    |    |    |    |
| Nauru                     | 4  | 3  | 3  | 3  | 3  | 3  | 3  | 3  | 3  |
| Nouvelle-Zélande          | 2  | 2  | 2  | 2  | 2  | 2  | 2  | 2  | 2  |
| Papouasie-Nouvelle-Guinée | 1  | 1  | 1  | 1  | 1  | 1  | 1  | 1  | 1  |
| Samoa                     | 3  | 4  | 4  | 5  | -  | -  | -  | -  | -  |
| Tonga                     | 5  | 5  | -  | 4  | 4  | 4  | 4  | 4  | 4  |
| Fidji                     | -  | -  | -  | -  | 5  | 5  | 5  | 5  | 5  |
| Timor oriental            | -  | -  | -  | -  | -  | -  | -  | -  | -  |